# Bonnières (Oise)
Bonnières település Franciaországban, Oise megyében. Lakosainak száma 194 fő (2022. január 1.). Bonnières Crillon, Haucourt, Lhéraule, Milly-sur-Thérain, La Neuville-Vault és Villers-sur-Bonnières községekkel határos.

## Népesség
A település népességének változása:
| Lakosok száma | 159  | 163  | 162  | 169  | 178  | 187  | 189  | 189  | 194  |
|               | 2013 | 2015 | 2016 | 2017 | 2018 | 2019 | 2020 | 2021 | 2022 |